# トラウマイスタ
『トラウマイスタ』は、中山敦支による日本の漫画作品。『週刊少年サンデー』（小学館）にて2008年29号から2009年28号まで連載された。全47話。単行本は全5巻。

## 概要
「トラウマ」を題材としたファンタジー漫画作品。連載当初はラブコメディ色が強かったが、次第にダーク・ファンタジーともいえる残虐な描写や狂気的な展開が多くなっていった（本作におけるいわゆるシュルレアリスムおよびサイコスリラーの要素は次回作『ねじまきカギュー』に受け継がれている）。作品内にはしばしば絵画的な表現が使われ、中でもキュビズムが多用される。

## あらすじ
子供時代のトラウマで、鬼が怖くて仕方がなかった主人公・此何ソウマ。しかしある日出会った少女・スジャータの助言により、トラウマを実体化する反魂香によって出現した巨大な鬼とのバトルに挑み、ついにトラウマを克服。そのトラウマを僕（アートマン）として使役できるトラウマイスタとなった。戦う敵は、反魂香とアートマンで世界統一を企む秘密結社・チャンドラカンパニー。そこに幽閉されているスジャータの大切な人を救うべく、ソウマはスジャータと共に立ち向かう。

## 登場人物
一部の登場人物には各界の著名人に引っかけたあだ名（名称）が付けられており、アートマンにもその人物に関連した名前が付けられている。

### 主要人物
此何 ソウマ（ひか ソウマ） / ピカソ　
主人公。4月13日生まれの17歳。身長162cm、体重53kg。実家は寺院。趣味でブログをやっている。
器量もファッションセンスもピカイチの高校生なのだが、「鬼」のトラウマを持ってしまっており、鬼を連想する物を見るだけで脅えてしまう。その原因は、幼稚園の時から小学校まで好きだった幼馴染の少女のために鬼ごっこやかくれんぼ等でずっと鬼をやっていたが、結果的には周辺の同級生や好きだった少女から嫌われるようになってしまったからである。それ以降、そのトラウマのせいで13人にも及ぶ他の女の子からフラれていた。だが、スジャータと出会ってからはトラウマを克服する事と同時にアートマンを使役する事に成功。以降、スジャータと共に彼女の主を助けるために協力する。勇気の剣の形状は初めは単なるフォークだったが強い勇気を見せ、立派な剣へと姿を変えた。
ゲルニカ
ピカソのアートマン。外観はソウマが元々苦手だった「鬼」に鳥と獣のような体を合わせた様な姿。初めて姿を現した時は自我を持っておらず、凶暴で暴れ狂ったが、ソウマがトラウマを克服したことにより、彼の忠実なしもべとなり同時に言葉も喋る様になった。自我を持つようになってからは、その恐ろしい外見には似合わず、ソウマも呆れる程の臆病で甘えん坊。しかし主を守るという意志は強く礼儀正しい。能力は自身の胃に入れた物質の原子配列を組み換えて撃ち出す「嘔吐カノン（オートカノン）」。また、思念体の状態でソウマが触った物に触れる（干渉）することが出来る。角は折れても日にちが経つにつれ元に戻る。

スジャータ
外観は普通の少女だが、その正体はれっきとしたアートマン。以前は主である漆原シエナと共にチャンドラカンパニーに所属していたが、とある事情によりシエナは裏切り者として幽閉されてしまった。それ以降、彼女は主の意志を継ぎチャンドラ・カンパニーに対抗できる者達（通称「トラウマイスタ」）を集めるために旅をしていた。彼女が持つ能力は「審義眼（シンギガン）」。脚力は相当なもので、ソウマが乗っていた電車と同じスピードで走れるほど。ピカソと知り合ってからは彼の家である寺院に修行僧として住み込んで、家事の手伝いをしている。

### 協力者
茶風 倫太郎（さふ りんたろう） / チャップリン
スジャータにスカウトされたトラウマイスタの一人で、粗暴な性格をした不良。19歳。笑う事が出来ない家庭環境で育った（それでも前向きに笑っていようとしたが、その笑顔を実の両親に拒絶された）ため「笑い」がトラウマだったが、スジャータに出会ったことによってアートマンを使役する事に成功。勇気の剣の形状はハリセン。最初はスジャータと一緒にいるピカソに敵対心を燃やしていたが、ルイとの戦闘の中で共闘し、協力するようになる。住む場所もないのでピカソの自宅の庭にテントを張って居候している。しかし、風呂に入らないため不潔扱いされ、スジャータに家に上がることを許されていない。
ライムライト
チャップリンのアートマン。外観は赤ん坊に似たような可愛い姿だが、外観と違って獰猛な性格で、顔がよく変わる。語尾に「ライ」を付ける。能力は寒いギャグを言った後、長い袖を振り回して冷気を放出させて当たった物を凍らせる「サブリザード」。だが、自分が笑うと凍らせた氷が溶けてしまう欠点もある。後にゲルニカとのコラボ技、「アイシクル嘔吐カノン」を作る。血に飢えた時など、なんの躊躇も無くチャップリンをボコボコにするが、慕っていないわけではなく、チャップリンはライムライトを「希望の光」、ライムライトは「主」と呼ぶなど、信頼はしている。

羽生 瑠々花（はぶ るるか） / ファーブル
スジャータにスカウトされたトラウマイスタの一人で、ピカソの後輩。15歳。常によだれを垂らしている。胃下垂体質でかなりの大食い。幼少の頃大事に飼っていた「芋虫」を酔っ払った父親に食べられてしまったことがトラウマとなっていたが、スジャータに出会いアートマンを使役することに成功。上述のチャップリンと同じ理由により、スジャータのことが大好きで、「スジャ姉様」と呼び慕っている。当初はスジャータを慕うあまりピカソをライバル視していたが、自身と親友ちひろを救われて以降、ピカソに好意を持つようになる。勇気の剣の形状は虫取り網。
昆注器（コンチュウキ）
ファーブルのアートマン。イモムシのような姿。鳴き声は「ミー」。ゲルニカ曰く触ると「ひんやりしていて気持いい」。能力は「チューチュードレーン」。頭部の注射器のようなもので物質の原子情報を吸い上げ、それを10個までストックでき、一度だけ好きな時に「擬態」できる。擬態時にファーブルが着用することも可能。ただし、「擬態」は見た目はほぼ完璧にコピーできるが能力まではコピーできない。また、もう一つの能力である「自切（じせつ）」は、ダメージを負った箇所をトカゲの尾のように切り離して、そこを再生させる。

センゴ
スジャータにスカウトされたトラウマイスタの一人で、SENGOという芸名でアイドルとして活動している。チャンドラによる連続誘拐事件を調べていた刑事である父親が、刃物で惨殺される所をテレビ電話の画像で見てしまったため「刃物」がトラウマとなっていたが、スジャータに出会いアートマンを使役することに成功。また、日本刀の形状をした勇気の剣を具現化させて使用可能になった。トラウマが原因で、他人を信用できなくなったため友人がいなかったが、勇気の剣の試練に行く前のピカソに「戻ってきたら友達になろうな」と言われて、ピカソと友として認め始めた。だが、今まで友達が殆どいなかったせいで、ピカソへのアプローチが度を過ぎている。
村正（ムラマサ）
センゴのアートマン。日本刀の様な武器を用いて相手を攻撃する。

### チャンドラカンパニー関係者
二千恵（にちえ） / 社長（しゃちょう）
チャンドラカンパニーの社長であり黒幕。勇気の剣の形状はワインボトル。菜食主義で、しばしば他人に「肉、喰います?」と投げかける。文化、宗教、倫理観、言語、通貨、政治体制など全ての価値観を統一した理想郷「シャングリラ」を作るため暗躍する。陽気で飄々とした性格をしており、今時の若者の様な口調が、外見や思想とかなりギャップがある。
本作の次回作『ねじまきカギュー』に登場する敵役「二千恵理人」と同一人物であることを作者はほめのかしており、二千恵の正体はバックアップの為に作り出したクローンである描写が『ねじまきカギュー』の作中に見られる。
ツァラトゥストラ
社長のアートマン。ガネーシャのような外見をしており、指先から伸びる糸で人形使いのように他者のアートマンを支配する能力を持つ。

漆原 シエナ（うるしはら シエナ）
スジャータの主であり、スジャータに似た外観を持つ女性。反魂香を開発した張本人。人々の魂を成長させ平安をもたらす目的で反魂香を開発したが、その想いとは裏腹に反魂香はチャンドラカンパニーに取り込まれ悪用されるようになってしまった。そのことで良心の呵責に苦しめられ、苦悩の末にチャンドラカンパニーを裏切り反魂香を使った世界統一を阻止すべく戦うことを決意。が、それがバレてしまいチャンドラカンパニーの牢獄に幽閉される。
チャンドラカンパニーにバレないよう、錠剤型反魂香でスジャータの具現化の維持を続けている。スジャータを生む原因となったトラウマについては不明。
ルイ
チャンドラ・カンパニーの幹部。トラウマイスタ以外を眠らせる香をピカソの学校で焚き一般人を眠らせ、ピカソとチャップリンに襲い掛かったが、2人のアートマンのコンビネーション技に撃退された。
ボワ・ド・ジャスティス
ルイのアートマン。能力は腕の刃で切りつけて、そこの切れ目から自由落下するギロチンを繰り出す「刀痕エクスキューション」。

カミーユ
チャンドラ・カンパニーの幹部。笑い方は「ウフ」。社長の右腕になる事を望む程、彼を慕っている。「シャシー」で人工アートマン増殖計画を立案している。ちひろを洗脳したものの、救出に来たピカソ達によって計画が失敗に終わったことで逆上し、アートマン「分別盛り」で一行の抹殺を図る。
分別盛り（ふんべつざかり）
カミーユのアートマン。マリア像のような外見をしており、天使の子供の姿をした分身を両肩に止まらせている。液体金属で出来た身体をしており、掌から超高温を放っている。バラバラにされても、飛び散った破片の数だけ分裂できる。能力は自身に触れた相手に対して、上記の分身を身体の内側に入り込んで、彫像のようにさせる「メタリキッド・ラマン」。

ダヴィンチ
チャンドラカンパニーの契約社員にして、社長が雇った用心棒。勇気の剣の形状は絵筆。通常のトラウマイスタと異なり、7体のアートマンを従えている（作中では3体しか登場せず、未登場のアートマンについては詳細不明）。アートマンの屍骸を処理する（アートマンに食べさせる）役目を持ち、自らのアートマン「モナ・リザ」を狂気的なまでに愛する変人。その役目からカミーユやスジャータからは「ハイエナ野郎」と呼ばれている。語尾に「～びん」を付ける。だがその珍妙な態度とは裏腹に実力は凄まじく、チャンドラ・カンパニーの社長ですら彼の力に一目置く。
モナ・リザ
ダヴィンチのアートマン。喋る事はせず、主にジェスチャーで感情を伝えている。外見は4～5歳程度の少女だが高い戦闘能力を持ち、小さなブラックホールを発生させて、アートマンを吸い込ませて固形化させる能力を持つ。
受胎告知
ダヴィンチのアートマン。カセットテープの姿をしている。予言をあらかじめ吹き込んで、対象者の体に埋め込み、予言が的中しなければ、腹を食い破り爆裂させる。
最後の晩餐
ダヴィンチのアートマン。蛇のように長大な体を持ち、モナ・リザが固型化したアートマンを彼から与えてもらい食べる。能力は「複製（レプリカント）」で、食らった相手の顔とアートマンを自らの物にすることができる。生物やアートマンを食べることで徐々に巨大化していく。

アインシュタイン
チャンドラ・カンパニーの幹部。強い人が好き。助詞を抜かした変な喋り方で度々喋る。ピカソを殺そうとしたが、一瞬で返り討ちにされる。
E=mc²
アインシュタインのアートマン。超高速で動け、その速さは1秒間に人を7回半殺すことができる程。

ウィグリー
ソウマが初めて戦ったチャンドラ・カンパニーの刺客。英語やカタカナ交じりの片言な日本語で喋る。
ホワイトウォールズ
ウィグリーのアートマン。植木鉢に植えられた植物のような外見。

### その他
安曇 ちひろ（あずみ ちひろ）
ファーブルの親友。センゴのファン。元々は地味で奥手だったが、チャンドラ・カンパニーの商品「シャシー」によって、人格が変わってしまった。尾行したファーブルを監禁・攻撃したが、抵抗した彼女に突き飛ばされ、その際「シャシー」で集めた血液タンクに亀裂が入った事と焚いたまま取り上げた反魂香に反応し、彼女の身体を媒介に化け物が誕生してしまう。しかし、ゲルニカの体内に入れることにより化け物と切り離され、無事救助。人格も元に戻った。
ランコ
ピカソの幼稚園からの小学校までの幼馴染。ピカソは「彼女のためなら死ねる」と思うほど好きだったが、彼のトラウマの元凶とも言える存在。

## 登場用語
真実の自己（アートマン）
トラウマイスタが発動させる特殊能力で、人の心の奥に潜むトラウマが具現化した存在。どのアートマンも初めて出現すると、トラウマの主と対峙して正々堂々と戦うことになる。そのトラウマの主がアートマンを10分以内に打ち破る事が出来るとトラウマは克服され、戦ったアートマンを自分のしもべとして使役することができる。逆に10分以内に打ち破れなかった場合、トラウマの主は精神を完全に失いアートマンに身体を乗っ取られることになる。また、自分のしもべとなったアートマンは普段は実態を持たない思念体となっているためその主にしか見えず、具現化するには「反魂香」が必要。
反魂香（はんこんこう）
アートマンを呼び出すために必要とする特殊な線香。これを初めて使われた者は、線香から放たれる煙を吸引し心の闇に潜むトラウマを引きずり出し、この反魂香の燃焼時間でもある10分以内に出現したアートマンを打ち破らなければならない。また、一般人が具現化したアートマンを見たら大騒ぎになるため、戦いの後は必ず水で消さなければならないという決まりもある。もちろん線香なので、火が無いとアートマンを具現化させることが出来ない。ボスが本部の自分の部屋で焚いている蝋燭のような形の物や、ダヴィンチが持つ宙に浮く球体の物等、チャンドラカンパニーにより様々な種類が作られているようである。
なお、実際の「反魂香」に関しては本項を参照。
勇気の剣（ゆうきのけん）
アートマンと共に反魂香から具現化される武器。これをアートマンに突き刺すことにより、アートマンを打ち破り、自分のしもべにすることが出来る。トラウマイスタによって形が違う。トラウマ克服後は、試練をクリアすることでトラウマイスタの武器として使用可能である。また、その試練を行うには反魂香の煙に手を突っ込むことで行うことができる。試練の内容は、一度克服したトラウマの再発（フラッシュバック）に耐えることである。力の源は「自己暗示力」。持ち主のイメージによって強さが左右される。絶対の自信があれば心強いが、無ければ威力が落ちるという難しい代物。
チャンドラ・カンパニー
反魂香とアートマンを使い世界統一を企む凶悪秘密結社。スジャータと彼女の主、漆原シエナは以前ここに所属していた。また、チャンドラの刺客の多くは洗脳された人々であり、所持していたアートマンが消えると同時に洗脳されている時の記憶が無くなる。表向きではアロマセラピー関連のものを販売する企業として知られている模様。
シャシー
表向きはチャンドラ・カンパニーが販売しているアロマオイルだが、実は吸飲した人の心の闇を血液に溶け込ませる作用がある。吸飲した人は血を抜かれて人格が変わってしまう。抜かれた血を集めて精製し、反魂香の成分と合わせて人工アートマンを造る『人工アートマン増殖計画』が立てられていた。

## 単行本
おまけとして各巻の巻末に「オマケマイスタ」が収録されている。
1. 2008年11月18日発売 ISBN 9784091215093
第1話から第7話を収録。
2. 2009年1月16日発売 ISBN 9784091215758
第8話から第17話を収録。
3. 2009年4月17日発売 ISBN 9784091220059
第18話から第27話を収録。
4. 2009年7月17日発売 ISBN 9784091217103
第28話から第37話を収録。
5. 2009年8月18日発売 ISBN 9784091217509
第38話から最終話（第47話）を収録。